# Symbole monétaire générique
Le ¤, dit symbole monétaire générique, est le symbole typographique représentant un symbole monétaire non spécifié. Il est formé d'un cercle entouré de quatre branches, situé au-dessus de la ligne de base.

## Historique
Le nouveau symbole fut codé pour les ordinateurs dans le codage CCIT de 1964,,, la norme GOST 13052 de 1966 et est repris dans la norme ISO 647 de 1967 ou de 1972, comme substitut aux symboles monétaires nationaux et notamment pour éviter d'en choisir un, qui de fait aurait été le dollar, justement, en tant que "symbole monétaire générique". Il fut proposé par l'Italie auprès de l'Union internationale des télécommunications comme alternative au symbole du dollar. Cette proposition fut également soutenue par la Suisse, le Portugal et l'Union soviétique. Cependant, la plupart des normes nationales gardèrent le signe dollar comme norme, car il fut jugé trop important en pratique.
Par la suite, la norme Unicode donna à chacun des principaux symboles monétaires (et à celui-ci) son code unique et indépendant.

## Emploi actuel
Le symbole monétaire générique est peu fréquemment utilisé pour sa signification première et reste méconnu. Il reste cependant un signe plutôt cantonné à d'autres usages en informatique :
- Dans Microsoft Word, il indique la fin d'une cellule dans un tableau.
- En reconnaissance optique de caractères (ROC), il signale une suppression.
  - ¤  : supprime le caractère précédent.
  - ¤¤  : supprimer le mot précédent.
  - ¤¤¤  : supprime toute la ligne.

Bien que ce ne soit pas le cas en français, le symbole monétaire générique possède des noms dérivés dans certaines langues. Il est parfois appelé scarab (« scarabée ») en anglais, Schildkröte (« tortue ») ou Sputnik (« Spoutnik ») en allemand.

### Codage
- HTML: &curren; ou &#164;[6]
- CSS: \0000A4[6]
- Javascript: \u00a4[6]

### Raccourcis clavier
- Windows: Alt+0164, ou Alt Gr + $ sur clavier Azerty (où ce symbole rare demeure visible, les claviers non anglo-saxons ayant même exclu puis réintégré avec ce compromis la touche $)
- Linux: Composeox